# Cressa (botanica)
Cressa L. è un genere di piante della famiglia delle Convolvulacee.

## Tassonomia
Il genere comprende 5 specie:
- Cressa australis R.Br.
- Cressa cretica L.
- Cressa nudicaulis Griseb.
- Cressa salina (J.A.Schmidt) Rivas Mart., Lousã, J.C.Costa & Mara C.Duarte
- Cressa truxillensis Kunth

In Italia è presente una sola specie,Cressa cretica, un arbusto alofita che colonizza sabbie marittime, diffuso in Sicilia e Sardegna, e con stazioni litoranee isolate in Toscana, Lazio, Puglia, Basilicata e Calabria.